# سام تیرنی
سام تیرنی (انگلیسی: Sam Tierney؛ زادهٔ ۸ اکتبر ۱۹۹۸) بازیکن فوتبال اهل انگلستان است که در پست هافبک یا مدافع برای لسترسیتی بازی می‌کند.
وی در تیم ملی فوتبال زیر ۱۹ سال زنان انگلستان بازی کرده است.